# کبیسه‌گیری
کَبیسه‌گیری در گاه‌شماری، به تعداد روز یا روزهایی گفته می‌شود که برای رفع نقصان سال‌های عمومی (تأخیر به‌علت تجمیع کسر چند سال) از مقدار واقعی آن یا رفع نقصان سال‌های خاص نسبت به سال‌های دیگر، بر سال معینی می‌افزایند. سال کبیسه سالی است که مقدار نقصان بر آن افزوده شده باشد. به سال‌های غیر کبیسه سال عادی گفته می‌شود.
در تقویم‌های خورشیدی تقریباً هر چهار سال و در تقویم‌های قمری تقریباً هر سه سال یک روز کبیسه وجود دارد. در تقویم‌های خورشیدی قمری، مثل تقویم عبری و تقویم چینی، تقریباً هر سه سال یک ماه کبیسه تعیین می کنند .
برای مشاهده نحوه تعیین سال کبیسه در تقویم‌های مختلف جهان به مقاله سال کبیسه مراجعه شود.